# محمد أمين حزباوي
محمد أمين حزباوي (بالفارسية: محمد امین حزباوی) هو لاعب كرة قدم إيراني من مواليد 6 مايو 2003، لعب سابقاً مع نادي السد القطري في دوري نجوم قطر.

## روابط خارجية
- محمد أمين حزباوي على موقع ناشيونال فوتبول تيمز (الإنجليزية)
- محمد أمين حزباوي على موقع Soccerway.com (الإنجليزية)